# Bruno Beater
Bruno Beater, nemški general in politik, * 5. februar 1914, † 9. april 1982.
Leta 1964 je bil namestnik ministra za državno varnost Nemške demokratične republike (Stasija).